# Piubega
Piubega är en ort och kommun i provinsen Mantua i regionen Lombardiet i Italien. Kommunen hade 1 704 invånare (2018).